# Smear Campaign (album)
Smear Campaign – dwunasty album studyjny zespołu Napalm Death. Wydawnictwo ukazało się 18 września 2006 roku nakładem wytwórni muzycznej Century Media Records.
Nagrania zostały zarejestrowane, wyprodukowane i zmiksowane w Fuel Studios, Llanfair Caernon w Walii pomiędzy 25-27 maja, 3-10 czerwca 2006 roku. Gościnnie na płycie wystąpiła Anneke van Giersbergen, wokalistka znana z występów w zespole The Gathering. Materiał był promowany teledyskiem do utworu "When All Is Said And Done".

## Lista utworów
Opracowano na podstawie materiału źródłowego.
1. "Weltschmerz" (sł. Mark Greenway, muz. Mitch Harris) - 1:28
2. "Sink Fast, Let Go" (sł. Mark Greenway, muz. Mitch Harris) - 3:23
3. "Fatalist" (sł. Mark Greenway, muz. Shane Embury) - 2:51
4. "Puritanical Punishment Beating" (sł. Mark Greenway, muz. Mitch Harris) - 3:26
5. "When All Is Said And Done" (sł. Shane Embury, muz. Shane Embury) - 3:01
6. "Freedom Is The Wage Of Sin" (sł. Mark Greenway, muz. Mitch Harris) - 3:09
7. "In Deference" (sł. Mark Greenway, muz. Mitch Harris) - 3:14
8. "Short-Lived" (sł. Mark Greenway, muz. Shane Embury) - 3:06
9. "Identity Crisis" (sł. Mark Greenway, muz. Mitch Harris) - 2:44
10. "Shattered Existence" (sł. Shane Embury, muz. Shane Embury) - 3:11
11. "Eyes Right Out" (sł. Mark Greenway, muz. Mitch Harris) - 3:14
12. "Warped Beyond Logic" (sł. Mark Greenway, muz. Shane Embury) - 2:00
13. "Rabid Wolves (For Christ)" (sł. Mark Greenway, muz. Shane Embury) - 1:24
14. "Deaf And Dumbstruck (Intelligent Design)" (sł. Mark Greenway, muz. Shane Embury) - 2:46
15. "Persona Non Grata" (sł. Mark Greenway, muz. Mitch Harris) - 2:47
16. "Smear Campaign" (sł. Mark Greenway, muz. Shane Embury) - 2:48

## Notowania
| Lista  | Kraj    | Pozycja |
| ------ | ------- | ------- |
| SNEP   | Francja | 158     |
| Oricon | Japonia | 271     |